# Osteoblasto

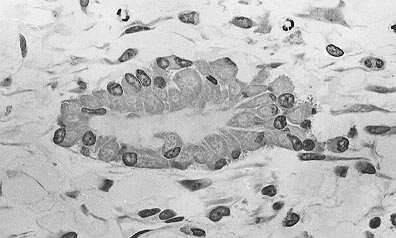
Osteoblastos criando um osteóide ao centro da imagem.

Osteoblastos (do grego ὀστέο-,"osso", e βλαστάνω, "germinar") são as células provenientes das células osteoprogenitoras, são responsáveis pela síntese dos componentes orgânicos da matriz óssea, colágeno, proteoglicanos, glicoproteínas. Os Osteoblastos localizam-se na superfície do osso, formando lâminas de células cuboides a colunares. 
Quando estão em intensa atividade sintética, suas formas modificam-se, lembrando um cubo, com citoplasma tornando-se mais basófilo. Em estado pouco ativo tornam-se achatados e a basofilia citoplasmática diminui. Uma vez aprisionado pela matriz óssea recém sintetizada, o osteoblasto recebe o nome de osteócito. A matriz deposita-se em redor da célula e dos seus prolongamentos, formando assim as lacunas e os canalículos (Canais de Havers). Quando os Osteoblastos entram em estado de quiescência, deixam de produzir a matriz, se tornando células de revestimento ósseo.  
Microscópio Eletrônico mostra por micrografias que o Osteoblastos apresentam Retículo Endoplasmático Rugoso Abundante e Complexo de Golgi bem desenvolvido. Os Osteoblastos apresentam junções comunicantes em prolongamentos lançados a entrar em contato com Osteoblastos entretanto o número de junções comunicantes entre estas células é muito menor que entre os Osteócitos. Os Prolongamentos dos Osteócitos são mais longos.
Os Osteoblastos a medida que secretar, por exocitose, sua matriz óssea ele se envolve nela, acabando se tornando um espaço que ele passa a ocupar chamado lacuna. A Maior parte da matriz óssea torna-se calcificada. Existe camada delgada não-calcificada, que não se calcifica depois deste processo ,chamada osteoide que separa os Osteoblastos da sua camada fora mineralizada, os Osteócitos contam com essa camada em suas lacunas.
Os Osteoblastos possuem receptores para o hormônio paratireoidiano quando ligado pelo hormônio, induz as células a secretarem um fator chamado ligante osteoprotegerina (OPLG). Este Fator inibe a diferenciação dos pré-osteoclastos em osteoclastos. Os Osteoblastos também secretam enzimas responsáveis pela remoção do osteoide para que os osteoclastos possam entrar em contato com a superfície óssea mineralizada.( As células osteoblastos são responsáveis pela formação ou seja por "Colocar cálcio" ).